# Parc national des Indiana Dunes
Le parc national des Indiana Dunes (anglais : Indiana Dunes National Park) est une aire protégée américaine située sur les bords du lac Michigan, en Indiana. Ce parc national protège 60,97 km2 dans les comtés de Lake, LaPorte et Porter et remplace l'Indiana Dunes National Lakeshore créé dès le 5 novembre 1966. Créé le 15 février 2019, il s'agit du 61ème parc national du pays et du premier dans l'Indiana. Il accueille en moyenne 2 millions de visiteurs chaque année. 

## Description
Le parc s'étire sur près de 40 km le long de la rive sud du lac Michigan. Il est principalement constitué de dunes de sable, de zones humides, de prairies, de rivières et d'écosystèmes forestiers. Plusieurs de ses terrains sont non contiguës, ainsi existe-t-il des exclaves telles que la Heron Rookery, qui protège le Grand Héron. À l'inverse, le périmètre n'inclue pas le parc d'État adjacent d'Indiana Dunes (1925), d'une superficie de 883 hectares, qui appartient, est géré et protégé par l'État de l'Indiana.
Le parc national contient 24 km de plages, ainsi que des dunes de sable, des tourbières, des marais, des marécages, des fens, des prairies, des rivières, des savanes de chênes et des forêts boisées. Le parc est également connu pour son sable chantant. Le parc offre des possibilités d'observation des oiseaux, de camping, de randonnée pédestre, de pêche, de baignade, d'équitation et de ski de fond sur 72 km.

## Faune
Indiana Dunes National Park est l'hôte d'une grande variété d'animaux sauvages, y compris le cerf de Virginie, le renard roux, le raton laveur, l'opossum, le lapin à queue blanche, divers rongeurs, les bernaches du Canada, les goélands, des écureuils, des faucons, des grands hérons, des oiseaux chanteurs et des couleuvres rayées. Des espèces plus rares, comme le pygargue à tête blanche, le crotale Massasauga ou la chauve souris de l'Indiana s'y rencontrent également. Plus de 350 espèces d'oiseaux ont été observées dans le parc. Des mentions récentes, documentées photographiquement, indiquent que la loutre de rivière d’Amérique et le lynx roux (Lynx rufus) ont commencé à revenir dans la région, respectivement en 2011 et 2018.  

## Flore
Il possède l'une des communautés végétales les plus diverses des parcs nationaux des États-Unis avec 1130 espèces de plantes vasculaires dont 90 menacées ou en voie de disparition. Indiana Dunes est unique en ce qu'elle contient des plantes boréales (comme la busserole) aux côtés de plantes du désert (comme le figuier de Barbarie). Treize d'entre elles sont considérées comme menacées ou en voie d'extinction. 

## Histoire
Déclenché par une publication sur la flore unique des dunes dans la Botanical Gazette de 1899 par le botaniste de l’université de Chicago Henry Chandler Cowles, un mouvement a commencé pour préserver l’habitat des dunes. En 1916, le directeur visionnaire des parcs nationaux Stephen Mather a tenu des audiences à Chicago sur un « parc national des dunes de sable ». En 1926, l’Indiana Dunes National Lakeshore a ouvert ses portes. Leur premier succès fut l’achat de 800 hectares de terres. Quatre agrandissements ultérieurs du parc ont porté sa superficie totale à plus de 6000 hectares (60 km²). 

## Galerie

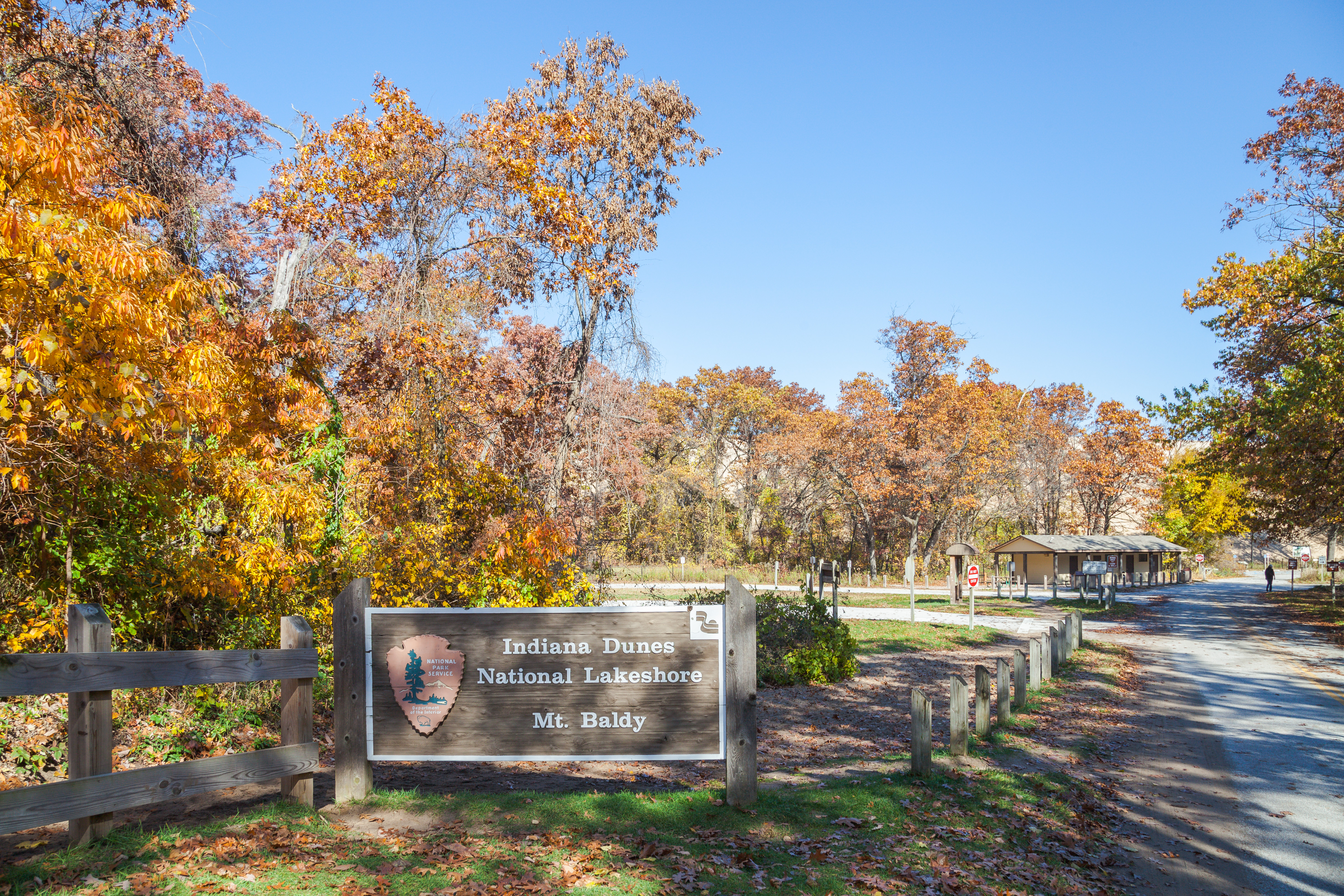
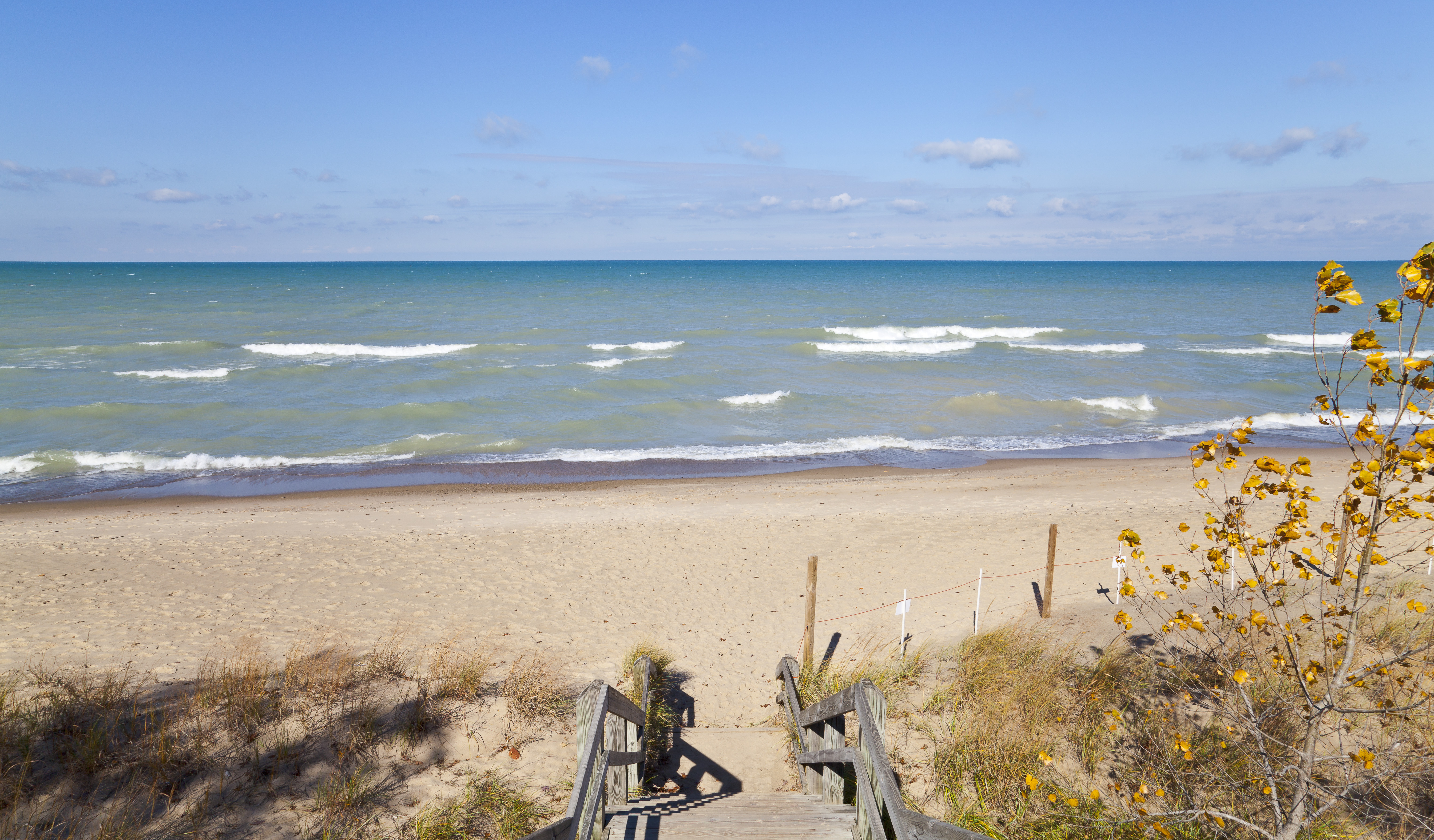
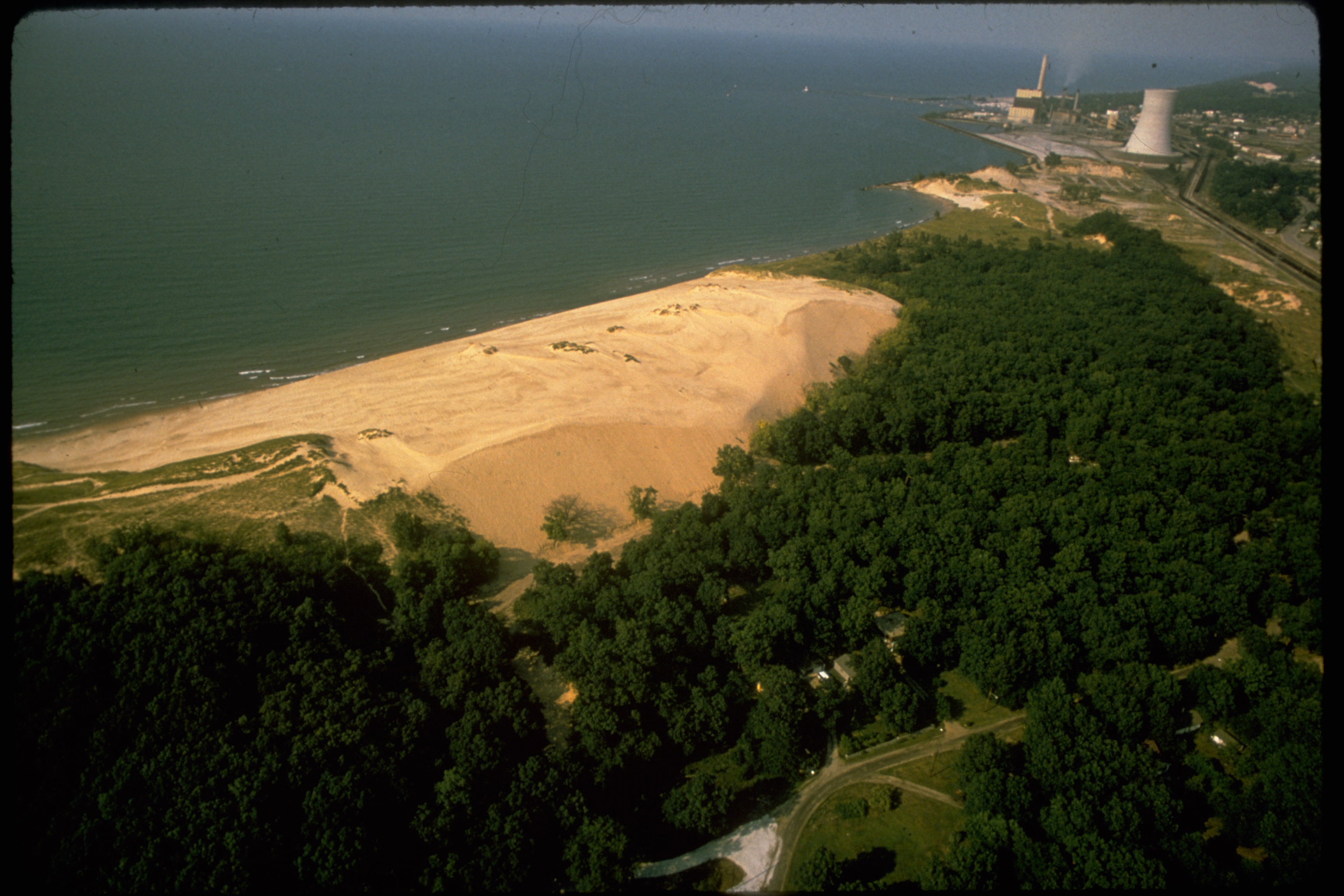
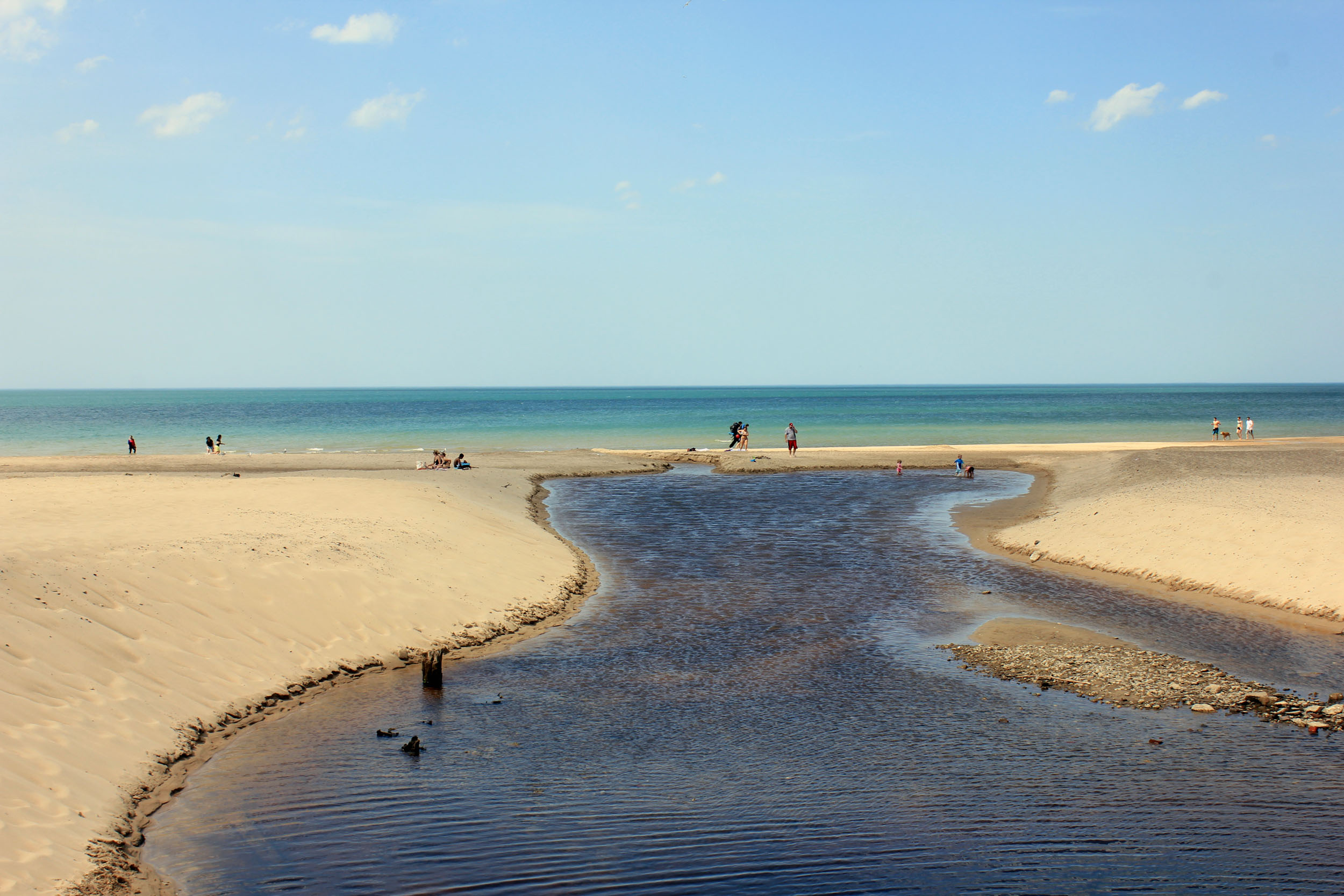
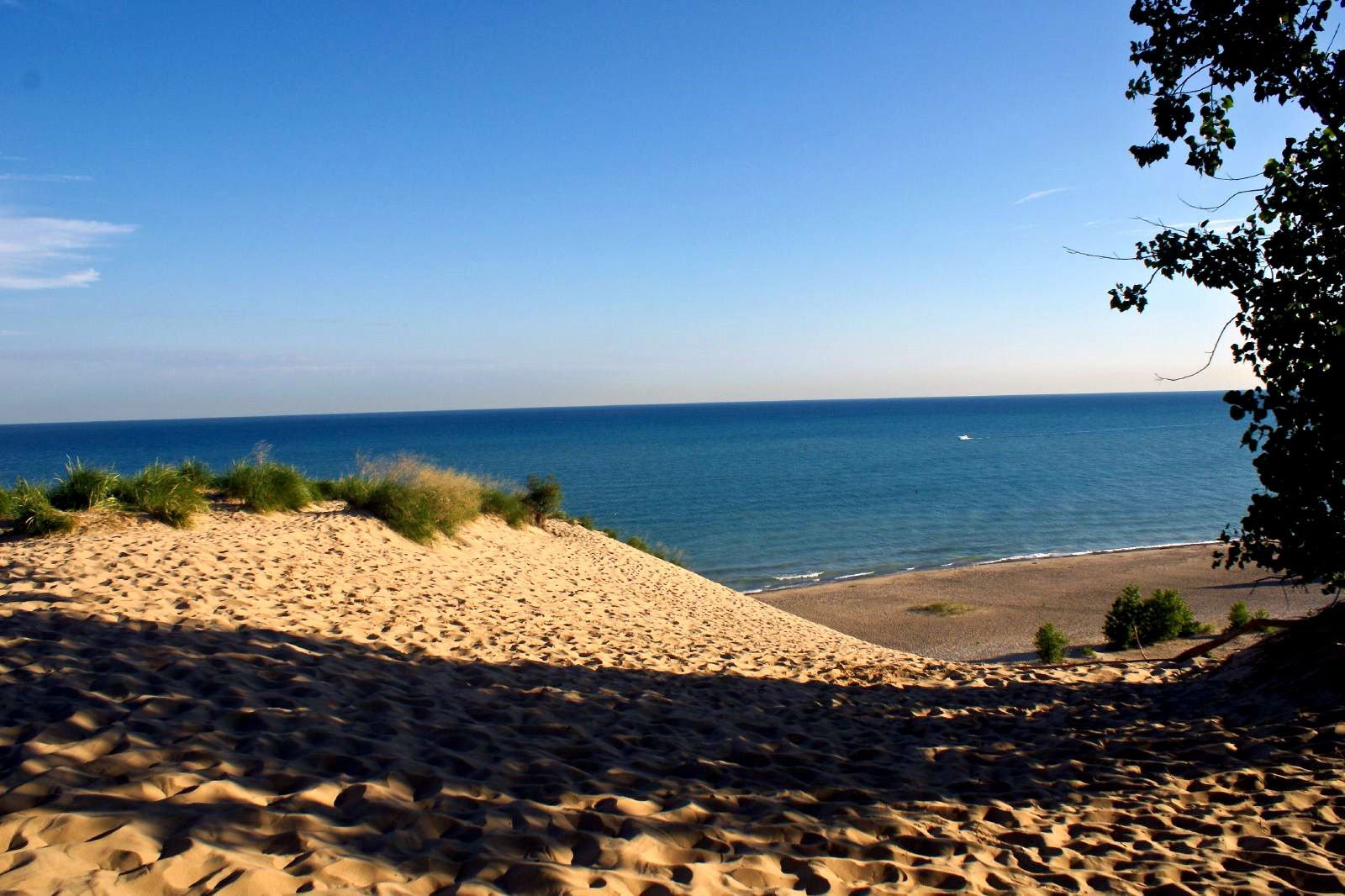